# 6845 Mansurova
6845 Mansurova è un asteroide della fascia principale. Scoperto nel 1976, presenta un'orbita caratterizzata da un semiasse maggiore pari a 2,2760253 UA e da un'eccentricità di 0,1467605, inclinata di 6,67984° rispetto all'eclittica.